# Европейские консерваторы и реформисты
Европейские консерваторы и реформисты (англ. European Conservatives and Reformists, ECR) — консервативная фракция евроскептиков-конфедератов в Европейском парламенте и в Совете местного самоуправления ПАСЕ. Состоит из членов Партии европейских консерваторов и реформистов, а также представителей Европейского свободного альянса, Европейского христианского политического движения и ряда независимых депутатов.

## Состав

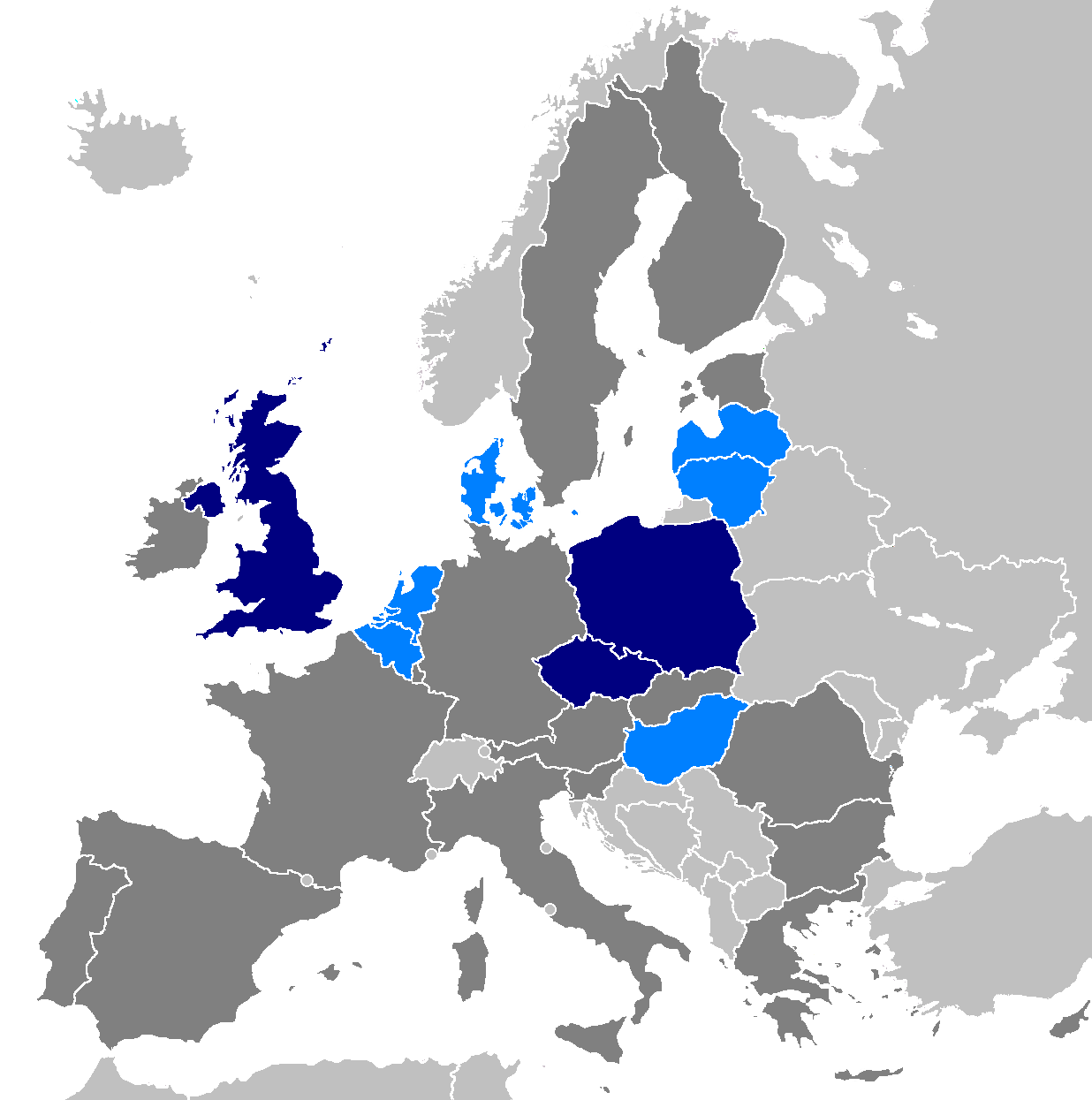
Распределение членов европейского парламента от ЕКР по девяти государствам, включая три государства с более чем одним членом (тёмно-синий) и пять — с одним (синий)

Большинство членов партии составляют представители из Центральной Европы, Прибалтики и Бенилюкса. Фракция имеет слабую поддержку в южноевропейских и северных странах. На Украине основным партнёром партии является блок Петра Порошенко «Европейская солидарность».
По результатам европейских выборов 2019 года фракция насчитывала 62 депутата.
На 1 июня 2019 года парламентская фракция имела следующий состав:
| Партия                                  | Сокр.   | Оригинальное название                | Страна         | Число ДЕП |
| --------------------------------------- | ------- | ------------------------------------ | -------------- | --------- |
| Новый фламандский альянс                | N-VA    | нидерл. Nieuw-Vlaamse Alliantie      | Бельгия        | 3         |
| ВМРО — Болгарское национальное движение | ВМРО    | болг. ВМРО БНД                       | Болгария       | 2         |
| Консервативная партия                   | Con     | англ. Conservative Party             | Великобритания | 4         |
| Семейная партия                         | FAMILIE | нем. Familienpartei Deutschlands     | Германия       | 1         |
| Греческое решение                       | ΕΛ      | греч. Ελληνική Λύση                  | Греция         | 1         |
| Консервативная народная партия          | DKF     | дат. Det Konservative Folkeparti     | Дания          | 1         |
| Братья Италии                           | FdI     | итал. Fratelli d'Italia              | Италия         | 3         |
| Направление: Италия                     | DI      | итал. Direzione Italia               | Италия         | 2         |
| Отечеству и свободе/ДННЛ                | TB/LNNK | латыш. Tēvzemei un Brīvībai/LNNK     | Латвия         | 2         |
| Избирательная акция поляков Литвы       | LLRA    | лит. Lietuvos Lenkų Rinkimų Akcija   | Литва          | 1         |
| Христианский Союз                       | CU      | нидерл. ChristenUnie                 | Нидерланды     | 2         |
| Право и справедливость                  | PiS     | пол. Prawo i Sprawiedliwość          | Польша         | 27        |
| За Румынию                              | PRO     | рум. PRO România                     | Румыния        | 2         |
| Свобода и Солидарность                  | SaS     | словац. Sloboda a Solidarita         | Словакия       | 2         |
| Простые люди                            | OĽaNO   | словац. Obyčajní Ľudia               | Словакия       | 1         |
| Истинные финны                          | PS      | фин. Perussuomalaiset                | Финляндия      | 2         |
| Хорватская консервативная партия        | HNS     | хорв. Hrvatska konzervativna stranka | Хорватия       | 1         |
| Гражданская демократическая партия      | ODS     | чеш. Občanská demokratická strana    | Чехия          | 4         |
| Шведские демократы                      | SD      | швед. Sverigedemokraterna            | Швеция         | 3         |